# Provincia Andrés Ibáñez
Andrés Ibáñez es una provincia de Bolivia, ubicada en el departamento de Santa Cruz. En ella se encuentra la ciudad de Santa Cruz de la Sierra, capital del departamento. La provincia cuenta con una población de 1.654.311 habitantes (según el Censo INE 2012), lo que la hace la segunda provincia más poblada del país después de la provincia de Murillo en el departamento de La Paz.

## Historia
La provincia Andrés Ibáñez fue creada dentro del territorio de la original provincia Cercado. Esta provincia Cercado fue dividida en diferentes fechas en otras cinco nuevas provincias, una de ellas conservó el nombre de Cercado, hasta que por ley del 6 de diciembre de 1944, durante la presidencia de Gualberto Villarroel, toma el nombre de Andrés Ibáñez.
Mediante Ley 1522 del 13 de febrero de 1993, Cotoca es la capital de Andrés Ibáñez y se declaró la ciudad de Santa Cruz de la Sierra como municipio y se la confirmó como capital departamental.

## Geografía
La provincia Andrés Ibáñez se ubica en la parte centro occidental del departamento. Al norte de la provincia limita con las provincias Warnes y Sara, al sur con las provincias Cordillera y Florida, al este con las provincias Chiquitos y Ñuflo de Chaves, y al oeste con la provincia Ichilo. La altitud sobre el nivel del mar es de 416 metros.
La provincia tiene una superficie de 4 821 km², y representa el 1,30% del departamento.

## Demografía
De acuerdo con el censo boliviano de 2024, la población de la provincia de Andrés Ibáñez es de 1 939 159 habitantes.
La población de la provincia ha aumentado más de dos veces y media en las últimas tres décadas:
| Año  | Habitantes | Fuente |
| ---- | ---------- | ------ |
| 1992 | 784 678    | Censo  |
| 2001 | 1 260 549  | Censo  |
| 2012 | 1 653 001  | Censo  |
| 2024 | 1.939.159  | Censo  |

## Municipios
La provincia está dividida en 5 municipios, de los cuales son: Santa Cruz de la Sierra, Cotoca, Porongo, La Guardia y El Torno. 
| Cotoca La Guardia El Torno Porongo Santa Cruz de la Sierra |                                                                                    |
| Municipio                                                  | Cantones                                                                           |
| Santa Cruz de la Sierra                                    | - Santa Cruz de la Sierra - Palmar del Oratorio - Ing. Montero Hoyos - Paurito     |
| Cotoca                                                     | - Cotoca - Puerto Pailas                                                           |
| Ayacucho (Porongo)                                         | - Ayacucho (Porongo) - Terevinto                                                   |
| La Guardia                                                 | - La Guardia - Peji (Villa Arrien) - San José - Km. 12 - El Carmen - Pedro Lorenzo |
| El Torno                                                   | - El Torno - Limoncito - Jorochito - La Angostura                                  |